# Dźiwa
Dźiwa – w hinduizmie, dżinizmie i filozofii indyjskiej dusza indywidualna.
Nie należy jej mylić z atmanem (tu chodzi o doktryny hinduizmu), który tłumaczy się jako jaźń (natomiast dźiwa jako dusza), mimo iż są to terminy podobne, jednak nie identyczne i rozumiane inaczej przez rozmaite szkoły filozoficzne. Nie ma żadnego określonego momentu narodzin dźiwy. Nikt też nie może prześledzić historii manifestacji dźiwatmy z Boga. Nie posiada ona początku.
W systemach dualistycznych hinduizmu takich jak śiwaizm tamilski, a także we względnie monistycznym systemie Ramanudźy dźiwy stanowią jedną z trzech głównych realnych kategorii – obok Brahmana i materii (mai).

## Joga
Dźiwa rezyduje w ćitcie w sercu człowieka. W stanie wyzwolenia, nie posiadając subtelnych ciał, łączy się lub rezyduje w satćitananda.